# Auld Lang Syne (The New Year’s Anthem)
Az Auld Lang Syne (The New Year’s Anthem) Mariah Carey amerikai énekesnő második kislemeze Merry Christmas II You című albumáról. A dal az ismert Auld Lang Syne gyors ütemű feldolgozása.
Robert Burns költő eredeti szövegén Carey, Randy Jackson és Johnny Severin módosított egy keveset. A dallamban pop- és R&B-hatások érezhetőek. Carey először az Angels Advocate turnén adta elő a dalt 2010 elején.
A dal videóklipjét Ethan Lader rendezte, és Carey Vevo oldalán mutatták be 2010. december 15-én. A klipben Carey tűzijáték előtt táncol és énekel.

## Dallista
Digital Remixes EP
1. Auld Lang Syne (The New Year’s Anthem) (Ralphi Rosario Traditional Club Mix) – 7:56
2. Auld Lang Syne (The New Year’s Anthem) (Rosario Traditional Mixshow) – 6:11
3. Auld Lang Syne (The New Year’s Anthem) (Rosario Traditional Radio Edit) – 4:14
4. Auld Lang Syne (The New Year’s Anthem) (Ralphi’s Alternative Club Mix) – 6:07
5. Auld Lang Syne (The New Year’s Anthem) (Ralphi’s Alternative Mixshow Edit) – 5:21
6. Auld Lang Syne (The New Year’s Anthem) (Johnny Vicious Warehouse Mix) – 6:44
7. Auld Lang Syne (The New Yearvs Anthem) (Johnny Vicious Warehouse Radio) – 3:14
8. Auld Lang Syne (The New Year’s Anthem) (Johnny Vicious Warehouse Dub) – 7:38
9. Auld Lang Syne (The New Year’s Anthem) (Johnny Vicious Warehouse (No Vocal Intro) Mix) – 5:41

12" promo picture disc
1. Auld Lang Syne (The New Year’s Anthem) (Johnny Vicious Warehouse Mix) – 6:44
2. Auld Lang Syne (The New Year’s Anthem) (Johnny Vicious Warehouse Dub Mix) – 7:38
3. Auld Lang Syne (The New Year’s Anthem) (Ralphi Rosario Traditional Club Mix) – 7:56
4. Auld Lang Syne (The New Year’s Anthem) (Ralphi Rosario Alternative Club Mix) – 6:07